# Краловецкий край
«Кралове́цкий край» (чеш. Královecký kraj) — интернет-мем, сатирическая концепция аннексии Калининградской области Чехией в ответ на референдумы об аннексии областей Украины Россией. Пародийные «претензии» Чехии на территорию основаны на исторической связи Пржемысла Отакара II и Кёнигсберга (Калининграда).

## История

### Предпосылки
Сама идея концепции возникла в ответ на референдумы об аннексии восточных областей Украины Россией, признанные международным сообществом как сфальсифицированные, и заявление президента России Владимира Путина о том, что Россия считает своей частью даже те части украинской территории, которые её войска не контролируют вовсе. «Аннексия» Калининградской области предусматривалась аналогичным образом, то есть на основе референдума, при этом требовалось «нарисовать» заранее определённые результаты референдума более чем на 90 %.

### Появление
Концепция появилась 27 сентября 2022 года вследствие создания петиции сатирического сайта AZ247.cz об аннексии Калининградской области с требованием проведения референдума с результатом 98 % «за» и аннексии территории, на что тут же обратили внимание польские СМИ. Её автор утверждает, что благодаря примеру России у Чехии «появилась уникальная возможность расширить свою территорию и наконец получить выход к морю». В петиции содержится просьба к чешским властям ввести войска в Калининград, провести там референдум о присоединении (с результатом 98 % голосов «за»), а затем аннексировать территорию и переименовать Калининград в Краловец. 4 октября петиция собрала более 6 тысяч подписей, а 5 октября — 16 тысяч. Впоследствии в том же месяце она достигла отметки в 20 тысяч.
28 сентября польский анонимный пользователь под ником papież internetu («папа интернета») написал в Твиттере, что опубликовал карту, разделяющую Калининградскую область на южную Польшу и северную Богемию. Он прокомментировал это словами «Пора поделить Калининград, чтобы наши чешские братья наконец получили доступ к морю». К своему посту он добавил карту с делением области на две половины — «чешскую» и «польскую». Последующий польский твит породил эту шутливую концепцию, которая сразу же была принята чешской общественностью. Мем попал в чешские интернет-круга на следующий день после того, как его перепостил депутат Европарламента Томаш Здеховский, заявив: «Как тут не любить поляков».

### Мемы
Вирусная концепция породила огромное множество мемов, как на чешском, так и на польском языках (сатира также приобрела популярность в польском Интернете). В Польше, например, был создан мем, где Владимир Путин спрашивает по телефону «Здравствуйте, какая ситуация в Калининграде?», а затем с удивлением переспрашивает «В смысле „ахой“?». Другие польские мемы публиковались на тему подводной лодки Helena Vondráčková, подводной лодке Jožin или авианосце Karel Gott. Новости «чешского атомного подводного флота» гласят: «В окрестностях аннексированного Чехией Калининграда атомный подводный крейсер „Разбойник Румцайс“ произвел испытательный пуск баллистической ракеты „Маковая куколка“». Другими предложенными названиями для чешских военно-морских кораблей были Krteček, Štaflík или Špagetka.
В чешском интернете, например, в мемах показывали новый прогноз погоды, где помимо карты Чехии отображалась и карта нового эксклава, или исторические «свидетельства», когда президент США Джон Кеннеди «подтвердил» заявления Чехии во время «визита» в Калининград в 1963 году и заявил Ich bin ein Kralovečák, что отсылает к его знаменитой речи Ich bin ein Berliner в Западном Берлине. Другие мемы показывали чешские трамваи, судно «Пендолино» или переполненные калининградские пляжи с чешскими туристами и пустую Хорватию. В новом «чешском» регионе «появилась» собственная авиакомпания, которая «летает» из Краловца в Прагу и Остраву, филармония, а также театр и университет имени короля Пржемысла Отакара II. «Краловецкий край» начал своё существование со стратегических инфраструктурных проектов, например, пивопровода Прага — Краловец «Пивной поток — 1», а линия «В» пражского метро теперь ведёт в новый регион страны «Очень Восточная Богемия» (или «Очень Северная Моравия»).

#### «Официальные» аккаунты края

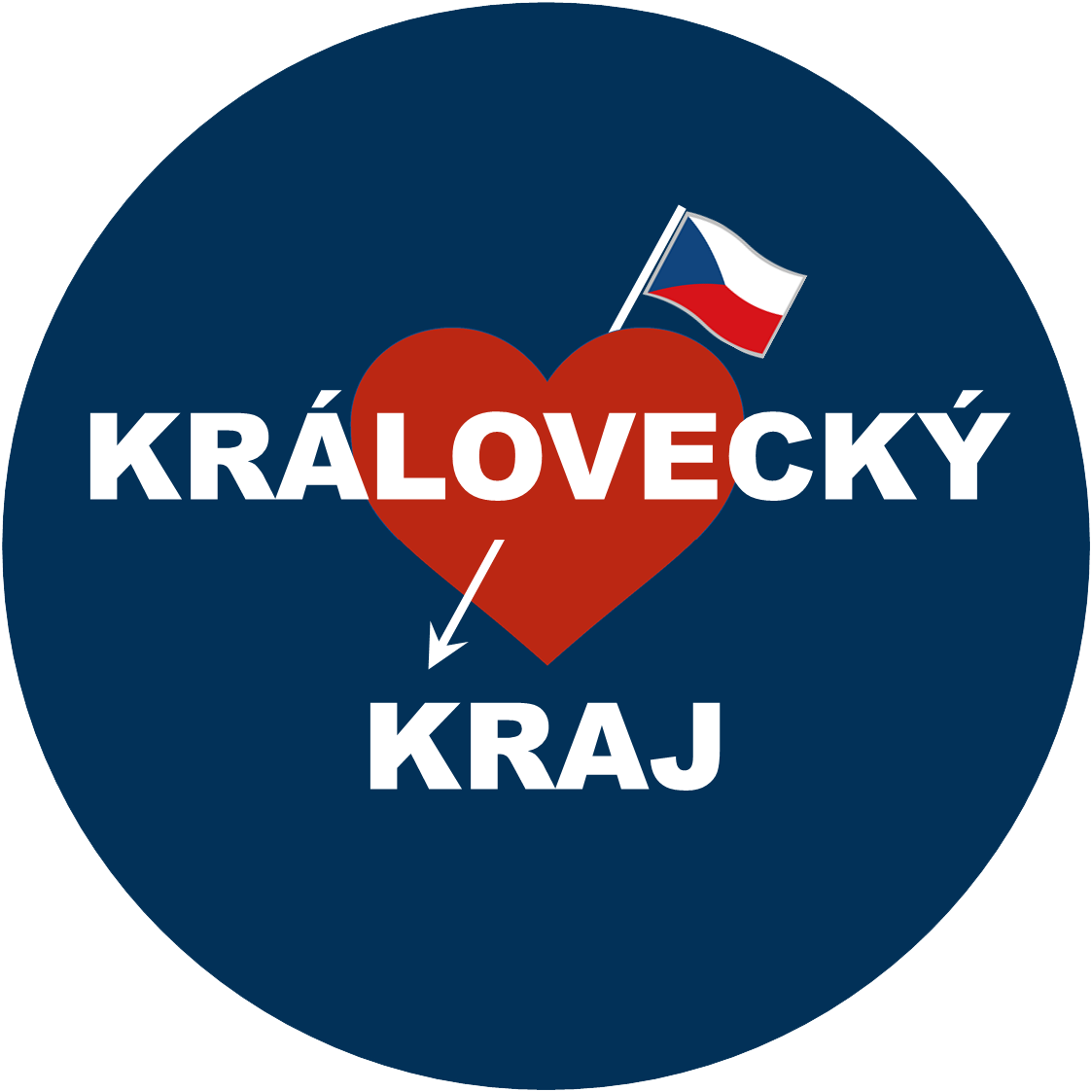
Авторский логотип «Краловецкого края»

В Твиттере также появился «официальный» эксклавный аккаунт @KralovecCzechia. 4 октября в аккаунте @KralovecCzechia появилось первое сообщение: «Добро пожаловать в официальный аккаунт Краловца. По результатам успешного референдума 97,9 % жителей Калининграда проголосовали за воссоединение с Чешской Республикой и переименование Калининграда в Краловец». «Официальный» сайт «Краловецкого края» утверждает, что в тот же день правительство Чехии подписало акт об аннексии Калининградской области, хотя использованная фотография на самом деле является подписанием коалиционного соглашения в 2021 году.
Карта «Краловецкого края» с чешскими названиями городов, за исключением Краловца, например, Бенешов-над-Балтем (изначально Балтийск), Светлая Гора (Светлогорск) или Зеленскоградск (Зеленоградск) была распространена в Интернете как дань уважения президенту Украины Владимиру Зеленскому. Многие мемы изображали жителей Краловца в образах героев чешского мультсериала «Крот».

### Развитие
10 октября 2022 года около 200 человек собрались у здания посольства России в Праге, чтобы проинформировать о результатах сатирического «референдума». В честь этого решения у посольства прозвучал гимн Чехии. До в этого в группе, посвящённой данному митингу, было написано следующее: «Акцию мы зарегистрируем в магистрате Праги, но помните, что это не будет демонстрация или манифестация с какой-либо обозначенной программой или планом, нашей главной и единственной мыслью при создании этой акции был юмор, который был и остаётся лучшим оружием против тоталитаризма».
В начале мая 2023 года Комитет по стандартизации географических названий за границами Польши рекомендовал использовать только польское название Крулевец, были поменяны указатели на дорогах.

## Причина «претензий»
Данная сатира основана на том факте, что тевтонская крепость Кёнигсберг (по-чешски «Краловец») была построена на месте будущего советского Калининграда и названа в середине XII века в честь короля Чехии Пржемысла Отакара II, когда он принял участие в прусском крестовом походе на эти земли. Крестоносцы, в основном немцы, делали это из гордости за то, что с ними был такой важный человек, как король, который также был признанным человеком в Германии, поскольку его мать была из видной немецкой дворянской семьи Штауфенов.
Чешское издание Deník N попыталось серьёзным образом разобрать эту сатиру, а журналист Филип Титлбах в интервью публицисту Петру Кубскому проанализировал, имеет ли эта шутка какое-либо реальное оправдание. В ходе интервью было сказано, что у Чехии нет исторических или иных прав на Калининградскую область, если только она не скатывается в исторические фантасмагорические построения, подобные претензиям России на территории Украины, и что даже если бы она перешла к ним, завоевание и аннексия какой-либо чужой территории всё равно не придавали бы ей никакой авторитетности с точки зрения международного права. Кроме того, армия Чешской Республики не создана для завоевания и занятия больших территорий, ведь захватив Калининградскую область, если бы такой сценарий был возможен, Чехия создала бы огромные проблемы, например, большие экологические нагрузки от промышленного производства. Петр Кубский дал понять, что он точно не хотел бы реализовывать этот сценарий. Кубский находит основную идею сатиры смешной и видит в ней стремление чешского народа справиться с неприятной, напряжённой и нервирующей войной на Украине, а метод снятия напряжения через юмор он считает психологически правильным.
По мнению политогеографов, аннексия Калининградской области к Чехии принесла бы не только преимущества (выход к морю, ядерное оружие или флот), но и такие проблемы, как языковые и культурные различия существующего населения или необходимость наладить железнодорожное и автомобильное сообщение с областью, имеющую мало общего с современной Чехией и никогда не принадлежавшей Королевству Богемия.

## Реакция
- Чехия. Министерство внутренних дел Чехии заявило: «Сейчас много чего навалится, а мы тут ломаем голову, где нам срочно взять специалиста по морским границам. Никого не знаете случайно?»[7][16]. Министр иностранных дел Чехии Ян Липавский оценил шутки про «чешский» Калининград: «Партнёрство с нашими балтийскими соседями ещё никогда не было крепче»[7]. Некоторые официальные аккаунты также отреагировали на этот мем, например, маркетинговые бренды, такие как профиль в Твиттере компании Prague Integrated Transport[англ.], Alza.cz[англ.][17] или České dráhy[18]. По словам чешского публициста Петра Кубского[чеш.], с помощью этой формы абсурдного юмора чехи успешно пытались психологически справиться с продолжающимся вторжением России на Украину[2].

- Россия. Некоторые российские СМИ обратили внимание на репост Томаша Здеховского[чеш.] и выдали за реальность шутку о том, что враждебно настроенные европейские власти якобы всерьёз обсуждают аннексию региона России[1][9]. Российское интернет-издание EurAsia Daily отнеслось к сатире недоумевающе: «Депутат Европейского парламента от Чехии Томаш Здеховский отметился реваншистской репликой в отношении российской Калининградской области. Претендуя на политическое остроумие, Здеховский заявил в пику проведённым референдумам на Юго-Востоке Украины, что поддерживает сомнительную идею польского интернет-пользователя о проведении референдума в Калининградской области и разделе российского региона между Чехией и Польшей»[11][9]. Сайт «ПолитЭксперт» взял комментарий у военного обозревателя Михаила Тимошенко. Тот заявил, что Чехии и Польше не стоит надеяться на раздел Калининградской области[9]. Издание Meduza в шутку заявило, что у Краловца пока «не хватает только договора о дружбе и взаимопомощи с Вейшнорией»[7].
- США. К сатире присоединилось и посольство США в Чехии, отреагировав на твит министерства обороны Чехии о закупке истребителей F-35 предложением «А вам авианосец случайно не нужен?»[7], добавив подмигивающий смайлик[10].
- Словакия. Президент Словакии Зузана Чапутова в своём Твиттере заявила: «Я могла бы подумать о государственном визите. Или нет. Молодцы наши чешские друзья, разоблачающие абсурдность фиктивных референдумов России в Украине»[18][16].
- В целом польские и чешские СМИ освещали «претензию» с прицелом на перспективу, в то время украинские СМИ расценили это как удачную шутку[11].